# Форторе
Форто́ре (итал. Fortore) — река в Италии, на Апеннинском полуострове. Берёт исток на западном склоне Южных Апеннин, к востоку от горы Сан-Марко (1007 м) и коммуны Сан-Марко-деи-Кавоти в провинции Беневенто области Кампания, к западу от горы Корнаккья (1151 м, хребет Монти-делла-Дауния, в 4 км к югу от Сан-Бартоломео-ин-Гальдо. В среднем течении образует границу между провинциями Кампобассо и Фоджа. Впадает в Адриатическое море, у лагуны Лезина.

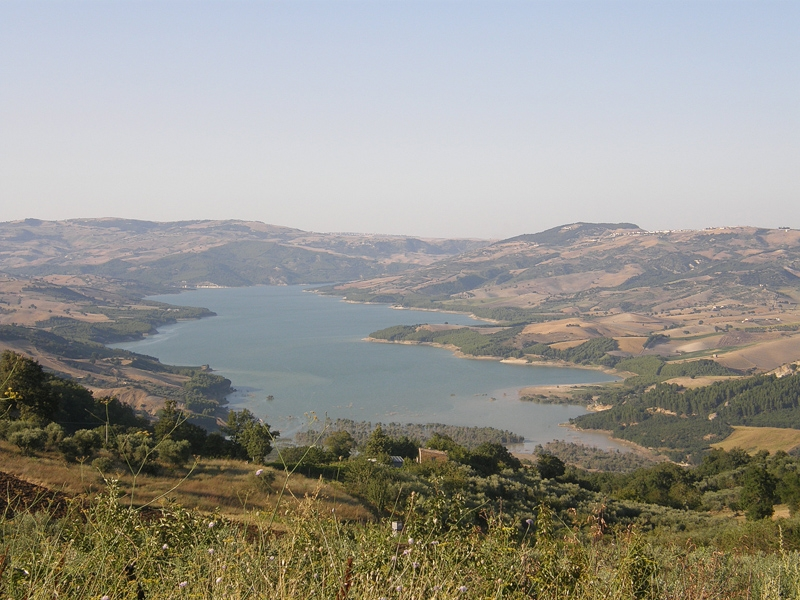
Водохранилище Оккито

На реке Форторе сооружена земляная плотина Оккито для ирригационных целей. Объём водохранилища — свыше 300 млн м³, площадь зеркала — 13 км². Высота плотины 60,4 м, объём тела — 3 млн м³. Ядро плотины глиняное, боковые призмы возводятся из аллювиальной гравийно-песчаной смеси. В этой смеси находится до 6—7 % мелкозернистых частиц (мельче 0,07 мм). Материал этот хорошо поддаётся уплотнению при влажности в пределах 3—5 % как с помощью катков, так и вибраторов.
Водохранилище Оккито служит источником питьевой воды для около 800 тысяч человек в Южной Италии. В 2009 году в бассейне водохранилища наблюдалось необычайное цветение цианобактерии Planktothrix rubescens. Плотность достигала 160 млн клеток на литр, водоросли вырабатывали токсичные микроцистины (28,4 мкг/л). Уровень держался два года. Однако раздача питьевой воды не ограничивалась. Предварительное окисление диоксидом хлора с последующей флокуляцией и отстаиванием показало свою эффективность в удалении микроцистинов на очистных сооружениях. Вода дополнительно подвергалась специфической обработке с использованием гранулированного активированного угля (порядка 400 т толщиной 0,5 м), которым заменили песок в системе стандартной фильтрации. Снижение поступления воды из очистной станции до примерно 1100 л/с достигалось путём разбавления водой, полученной из других источников.
В античное время называлась Френтон (лат. Frento). К северо-западу от реки селились френтаны (Frentani).
Вместе с рекой Силар (Селе), которая впадает в Салернский залив Тирренского моря, считалась границей между Средней и Нижней Италией.